# Руне Емануельссон
Руне Емануельссон (швед. Rune Emanuelsson, 8 жовтня 1923, Гетеборг — 21 березня 1993, Гетеборг) — шведський футболіст, що грав на позиції півзахисника за «Гетеборг» і національну збірну Швеції.
Чемпіон Швеції. У складі збірної — олімпійський чемпіон. 

## Клубна кар'єра
У дорослому футболі дебютував 1942 року виступами за команду «Гетеборг», кольори якої і захищав протягом усієї своєї кар'єри гравця, що тривала чотирнадцять років. Більшість часу, проведеного у складі «Гетеборга», був основним гравцем команди.

## Виступи за збірну
1945 року дебютував в офіційних матчах у складі національної збірної Швеції. Загалом протягом кар'єри в національній команді, яка тривала 7 років, провів у її формі 13 матчів.
У складі збірної їздив на Олімпійські ігри 1948 року до Лондона, де шведи здобули титул олімпійських чемпіонів. Утім сам гравець у матчах турніру на поле не виходив.

## Титули і досягнення
- Чемпіон Швеції (1):

«Гетеборг»: 1941/42
- Олімпійський чемпіон (1): 1948